# Cmentarz przy ul. Samotnej w Poznaniu
Cmentarz przy ul. Samotnej w Poznaniu – parafialny cmentarz rzymskokatolicki w Poznaniu, zlokalizowany na pograniczu Dębca i Świerczewa – przy ul. Samotnej i torach kolejowych linii do Wrocławia.

## Historia
Cmentarz powstał w 1924, praktycznie wraz z erygowaniem wildeckiej parafii Zmartwychwstania Pańskiego na ul. Dąbrówki. W 1925 cmentarz rozwinął się – obok powstał drugi, mniejszy, przynależący do dębieckiej parafii Świętej Trójcy. Zespół cmentarny funkcjonował do 1941, kiedy to okupanci niemieccy przenieśli tu prochy osób z likwidowanych cmentarzy w centrum miasta (Świętego Marcina i z ul. Bukowskiej):
- od 18 września 1941 do 13 lipca 1942 ekshumowano szczątki z cmentarza parafii św. Marii Magdaleny
- od 18 kwietnia 1942 do 24 lipca 1942 ekshumowano szczątki z cmentarza parafii św. Marcina[3].

Cmentarz został wyłączony z użytkowania w maju 1945 roku. Władze przejęły teren w 1954, a powrócił do parafii w latach 90. XX wieku. Po II wojnie światowej nieogrodzony cmentarz ulegał coraz większej dewastacji, a w 1995 rozebrano nawet zdemolowaną kaplicę cmentarną, będącą pierwszą świątynią parafii NMP Matki Kościoła. Według stanu na 2012 rok planowano rewitalizację nekropolii. Wieloletnim staraniem jednego z parafian teren został uporządkowany i na cmentarzu po 80-letniej przerwie proboszcz, ks. Maciej Sasiak odprawił nabożeństwo. 